# Exoesquelet

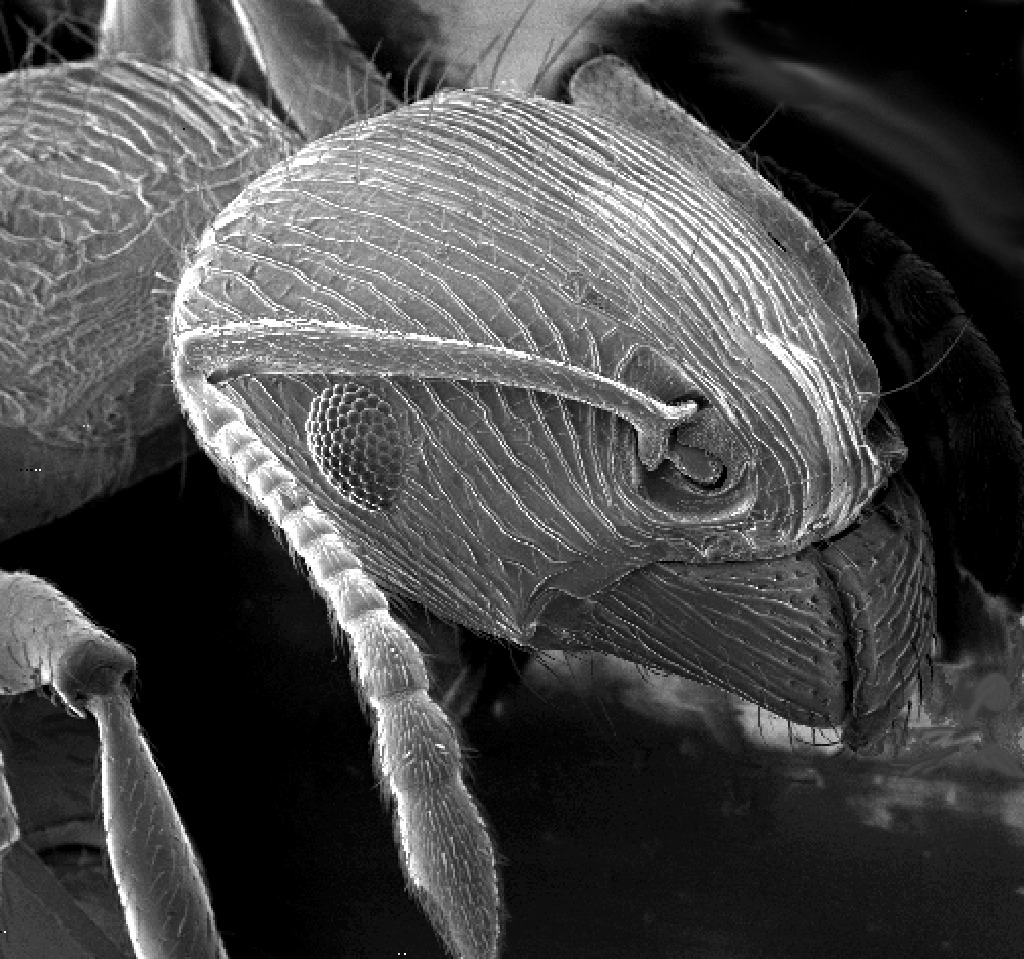
Cap de formiga

L'exoesquelet (compost d'un prefix llatí i d'un mot català) és l'esquelet extern que recobreix tota la superfície dels artròpodes (aràcnids, insectes, crustacis i altres grups relacionats), on compleix una doble funció protectora i mecànica, proporcionant el suport necessari per a l'eficàcia de l'aparell muscular. També es diu exoesquelet a la base, sovint mineralitzada, que secreten els coralls (Anthozoa).

## L'exoesquelet dels artròpodes

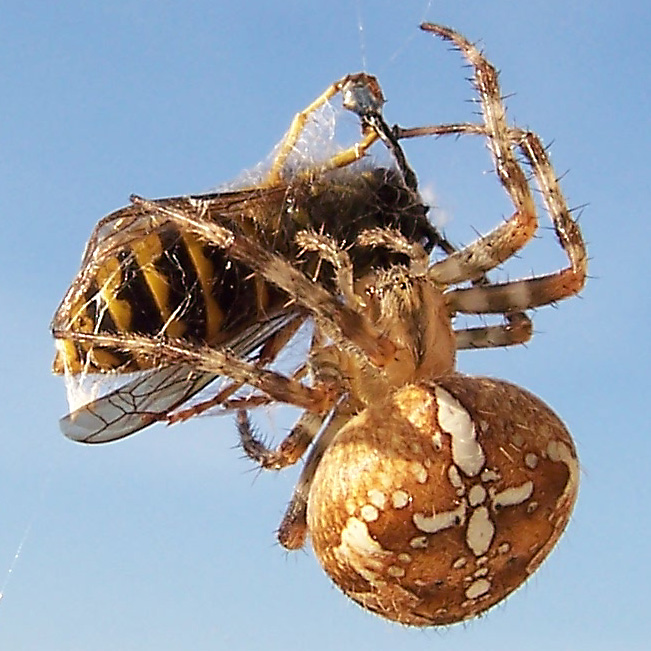
Algunes aranyes injecten fluids a les seves preses per dissoldre els òrgans interns, mantenint l'exoesquelet de la víctima intacte.

L'exoesquelet és una coberta externa produïda per l'activitat secretora de les cèl·lules epidèrmiques. L'exoesquelet està compost pel polisacàrid quitina, un polímer format per cadenes rectes i simples, no ramificades, de N-acetil-2-D-glucosamina, un monosacàrid que inclou nitrogen en la seva composició. En alguns casos l'exoesquelet apareix calcificat, reforçat per l'aposició de carbonat de calci; és el cas de molts crustacis, com els crancs o les llagostes. L'exoesquelet serveix també de dipòsit de productes d'excreció, com la guanina, els quals són la causa dels colors vius o de brillantors metàl·liques de molts artròpodes.
L'exoesquelet és realment continu, però apareix estructurat en zones o esclerites que s'articulen en franges on és menor el gruix. En els artròpodes terrestres, com els insectes o els aràcnids, l'exoesquelet té continuïtat en les cavitats respiratòries (pulmons en lliure o tràquees) allà on aquestes s'obren a l'exterior, recobrint-les.
L'exoesquelet afavoreix la fossilització, especialment la de formes marines, com els crustacis o els trilobits, que freqüentment el tenen mineralitzat.

## Ècdisi

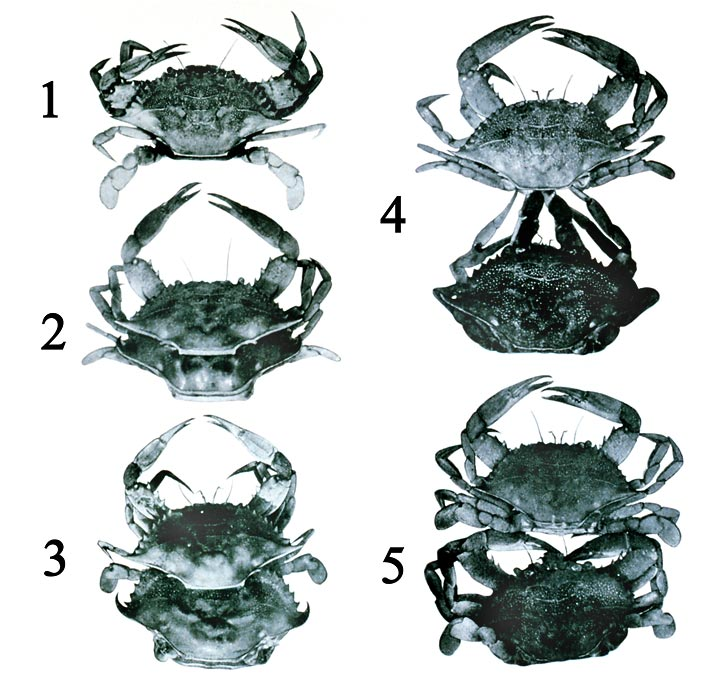
Moments de la muda del cranc Callinectes sapidus

El creixement dels artròpodes requereix que es desprenguin periòdicament del seu esquelet extern, fenomen anomenat muda o ècdisi. Quan arriba el moment l'animal passa a un estat de repòs, durant el qual s'afluixa la consistència de les parts internes de la cutícula, alhora que l'epidermis, que és a sota, es prepara per a la síntesi i secreció dels components de la nova cutícula. Per un augment de la pressió interna, o de vegades per un altre mecanisme, s'esquinça la vella cutícula i l'animal realitza els esforços necessaris per desprendre-se'n alhora que secreta la nova coberta. Quan surt es troba en un estat de debilitat i la seva consistència és tova. En un termini més o menys breu la nova coberta s'endureix.
L'ècdisi afecta, naturalment, els recobriments de les cavitats internes, d'origen ectodèrmic, com els dos extrems del tracte digestiu i, en els artròpodes aeris, les tràquees o pulmons.
El fenomen de l'ècdisi no incumbeix només als artròpodes, sinó als altres grups també dotats de cutícula amb què estan emparentats, i que hi conformen el clade dels ecdisozous.

## Nota
1. ↑  Abans de l'Ortografia de l'IEC del 2017 s'escrivia exoesquelet.